# Тесь (верхний приток Енисея)
Тесь (Большая Тесь) — река в Хакасии, в восточной части Сыда-Ербинской котловины, левый приток Енисея (Красноярское водохранилище). Длина — 63 км, водосборная площадь — 600 км².
Берёт начало под названием Большая Тесь из травянистого болота, расположенного между северными отрогами Косинского хребта, в Батенёвском кряже. Устье имеет вид узкого залива, расположено северо-восточнее села Троицкое. Высота устья — 243 м над уровнем моря.
Лесистость водосбора около 53 %. Долина извилистая. Имеет левый приток — Малая Тесь, протяжённостью 10,7 км (впадает в 24,2 км от устья).
Питание смешанное, преимущественно снеговое. Наблюдения за режимом реки проводятся на гидрологическом посту в с. Боград (1985—1997 и с 2001). В режиме выделяются весеннее половодье (за время которого проходит 30 % год. стока), дождевые летне-осенние паводки (до 3—5 за сезон продолжительностью от 2 до 10 дней) и летне-осенняя и зимняя межень. Весеннее половодье начинается обычно в конце марта — начале апреля и продолжается в среднем 50 дней. Первые ледовые явления наблюдаются в конце октября, ледостав — в начале—середине ноября. В отдельные годы (1950—1951) река перемерзает.
Средний многолетний расход воды 0,25 м³/с. Сток реки зарегулирован 5 прудами, с общей площадью зеркала 49,4 га. Нижняя часть бассейна освоена под с.-х. производство. Водопотребление на орошение и с.-х. водоснабжение достигает 21 % год. стока реки.
По реке назван посёлок Большая Тесь, стоявший на месте впадении в Енисей.

## Данные водного реестра
По данным государственного водного реестра России относится к Енисейскому бассейновому округу. Речной бассейн реки — Енисей, речной подбассейн реки — Енисей между слиянием Большого и Малого Енисея и впадением Ангары, водохозяйственный участок реки — Енисей от Саяно-Шушенского гидроузла до впадения реки Абакан.